# Cavaleiro (baralho)
O cavaleiro (ou cavalo) é uma carta de baralho com uma foto de um homem montando um cavalo sobre ele. É uma carta de figura e é chamado de caballo no baralho espanhol e cavallo no baralho italiano. Nesses baralhos, ele fica entre o valete e o rei dentro de seu naipe. Entre o baralho francês, o cavaleiro (chevalier) só pode ser encontrado em decks de tarot. Em latinos e franceses decks de tarô, o cavaleiro se classifica entre o valete e a dama.
Os cavaleiros não aparecem nas cartas de baralho alemãs ou suíças; seu lugar é ocupado por uma carta de cara superior chamado o Ober. Uma exceção é o padrão de Württemberg, onde os Obers são vistos cavalgando em cavalos. Esta representação foi inspirada nos baralhos do jogo Cego de tarot durante o século XIX.

## História
No baralho original Mameluco Egípcio, havia três cartas da corte chamadas malik (rei), nā'ib malik (vice-rei) e thānī nā'ib (segundo ou sub-deputado). Os dois últimos foram transformados no rei e no valete quando as cartas de baralho entraram no sul da Europa. O valete é frequentemente descrito como um soldado de infantaria ou escudeiro do cavaleiro. Muitos baralhos de tarot tinham acrescentado fileiras femininas às cartas de figura, incluindo o baralho Cary-Yale, que acrescentava rainhas, damas montadas e empregadas como contrapartes aos homens. Enquanto damas e empregadas montadas desapareciam ou sobreviviam em padrões regionais menores, como o Tarocco Siciliano, cavaleiros eram deixados em favor de rainhas em baralhos franceses que não eram de tarot. No padrão espanhol Aluette, encontrado na Bretanha e na Vendeia, os cavaleiros têm uma aparência andrógina.